# Петар Сканси
Петар Сканси (Сумартин, 23. новембар 1943 — Загреб, 4. април 2022) био је југословенски и хрватски кошаркаш и тренер.

## Играчка каријера
У младости се бавио ватерполом и играо је у млађим категоријама сплитског Јадрана. Након тога је играо кошарку. Целу каријеру је провео у Југопластици изузев једне сезоне у Скаволинију.
Са репрезентацијом Југославије је освојио златну медаљу на Светском првенству 1970. и сребрне на Олимпијским играма 1968, Светском првенству 1967 и Европском првенству 1965.

## Тренерска каријера
Тренерску каријеру је започео тамо где је и завршио играчку, у Југопластици. Дуго времена је водио италијанске клубове попут Скаволинија, Фабриана, Венеције, Виртус Роме, Тревиза и Фортитуда. Такође је водио и ПАОК а последњи тим који је тренирао била је Крка.
Са Тревизом је освојио италијанско првенство 1992. године. Био је тренер репрезентације Југославије која је освојила бронзану медаљу на Европском првенству 1979. и репрезентације Хрватске која је освојила сребрну медаљу на Олимпијским играма 1992.